# Arvid Syrrist
Arvid Syrrist (Oslo, 13 marzo 1905 – Trelleborg, 18 giugno 1997) è stato un calciatore norvegese, di ruolo centrocampista.

## Carriera

### Club
Syrrist giocò con la maglia del Frigg.

### Nazionale
Conta 5 presenze per la Norvegia. Esordì il 14 settembre 1924, nella sconfitta per 1-3 contro la Danimarca.